# Habsburg–Lotaringiai Mária Leopoldina brazil császárné
Habsburg–Lotaringiai Mária Leopoldina (ismert még mint Ausztriai Mária Leopoldina, születési nevén Karolina Jozefa Leopoldina Franciska Ferdinanda, németül: Maria Leopoldine von Österreich, portugálul: Maria Leopoldina da Áustria; Bécs, 1797. január 22. – Rio de Janeiro, 1826. december 11.), a Habsburg–Lotaringiai-házból származó osztrák főhercegnő, II. Ferenc német-római császár és Bourbon–Szicíliai Mária Terézia hercegnő ötödik gyermeke, aki I. Péter brazil császárral kötött házassága révén Brazília császárnéja 1822-től haláláig, valamint portugál királyné 1826 márciusa és májusa között. Mária Leopoldina volt Mária Lujza francia császárné húga, továbbá II. Mária portugál királynő és II. Péter brazil császár édesanyja.

## Élete

### Származása, testvérei
Édesapja II. Ferenc (1768–1835) német-római császár, I. Ferenc néven magyar és cseh király (1804 után I. Ferenc néven osztrák császár).
Édesanyja Ferenc császár második felesége, a Bourbon-házból való Mária Terézia Karolina nápoly–szicíliai királyi hercegnő (1772–1807), német-római császárné volt, IV. Ferdinánd nápolyi király (1751–1825), később I. Ferdinánd néven nápoly–szicíliai király és Habsburg–Lotaringiai Mária Karolina Lujza főhercegnő leánya.
A szülők házasságból 12 gyermek született, akik közül heten érték meg a felnőttkort, közülük kettőt testi-szellemi fogyatékosság sújtott.
1. Mária Ludovika főhercegnő (1791–1847), aki 1810-ben I. Napólen francia császár második feleségeként Mária Lujza néven Franciaország császárnéja, majd Párma hercegnőjeként 1821-ben Adam Albert von Neipperg gróf, majd 1834-ben Charles-René de Bombelles gróf felesége lett.
2. Ferdinánd főherceg (1793–1875), aki később – uralkodásra való alkalmatlansága ellenére – I. Ferdinánd néven osztrák császár, V. Ferdinánd néven magyar király lett és 1831-ben Savoyai Mária Anna szárd királyi hercegnőt vette feleségül.
3. Karolina Leopoldina főhercegnő (1794–1795), kisgyermekként meghalt.
4. Karolina Lujza főhercegnő (1795–1799), kisgyermekként meghalt.
5. Mária Leopoldina főhercegnő (1797–1826), I. Péter brazil császár (1798–1834) felesége.
6. Mária Klementina főhercegnő (1798–1881), aki 1816-ban a Bourbon-házból való Lipót János salernói herceghez, I. Ferdinánd nápoly–szicíliai király és Mária Karolina osztrák főhercegnő fiához ment feleségül.
7. József Ferenc főherceg (1799–1807), gyermekkorban meghalt.
8. Karolina Ferdinanda főhercegnő (1801–1832), aki 1819-ben Frigyes Ágost szász koronaherceghez ment feleségül.
9. Ferenc Károly főherceg (1802–1878), aki 1824-ben Zsófia Friderika bajor királyi hercegnőt (1805–1872), I. Miksa bajor király leányát vette feleségül. Az ő legidősebb fiuk lett Ferenc József császár és király.
10. Mária Anna főhercegnő (1804–1858), súlyos szellemi fogyatékkal született.[1]
11. János Nepomuk főherceg (1805–1809), kisgyermekkorban meghalt.
12. Amália Terézia főhercegnő (*/† 1807), kisgyermekkorban meghalt.

### Házassága, gyermekei
Feleségül ment 1817-ben a Bragança-házból származó IV. (Katona) Péter portugál királyhoz (1797–1834), VI. János portugál király fiához, aki 1826-tól I. Péter néven Brazília császára lett. Házasságuk boldogtalan volt, de 6 gyermekük született.
- Mária portugál királynő (1819–1853), akinek első férje a rövid életű Auguste Charles de Beauharnais volt, Leuchtenberg hercege, akinek halála után a Szász–Coburg–Gothai-házból származó Ferdinánd herceghez (1816–1885) ment feleségül, akit utóbb II. Ferdinánd néven portugál királlyá koronáztak.
- János Károly (1821–1822), kisgyermekként meghalt.
- Januária (1822–1901), aki Lajos aquitániai herceg (1824–1897) felesége lett.
- Paula Marianna (1823–1833), gyermekként meghalt.
- Franciska Karolina (1824–1898), aki 1843-ban François Ferdinand d’Orléans francia királyi herceghez (1818–1900), Joinville hercegéhez, I. Lajos Fülöp francia király fiához ment feleségül.
- Péter (1825–1891), később II. Péter néven Brazília császára, aki Terézia Krisztina nápoly–szicíliai királyi hercegnőt (1822–1889) vette feleségül, 4 gyermekük született.

Mária Leopoldina halála után Péter császár 1829-ben másodszor is megnősült, Amélie Auguste de Beauharnais leuchtenbergi hercegnőt (1812–1873), Eugène de Beauharnais leányát vette feleségül.